# 鞭 (B'zの曲)
「鞭」は、日本の音楽ユニット・B'zの楽曲。2025年1月16日にVERMILLION RECORDSより配信限定シングルとしてリリース。

## 楽曲解説
配信シングルとしては、2024年10月リリースの「イルミネーション」以来、約3か月ぶりのリリース。
ABEMA連続ドラマ『インフォーマ―闇を生きる獣たち―』の主題歌として書き下ろされた楽曲。楽曲についてメンバーは、「ついつい自分に鞭打って頑張り過ぎてしまい、たまにそれがちょうど良い塩梅なのかどうかわからなくなる。でもその苦悩の中をやはり突っ走ってしまうという人間のテーマソングです。みなさんはどうでしょうか？」とコメントしている。
ドラマの主演を務めた桐谷健太は、「松本さんの重厚感と中毒性のあるギターのリフ、稲葉さんの唯一無二な歌声と歌詞が、インフォーマの世界観や、木原とポンコツの関係性とシンクロして、思わずニヤリとしました。創っていただいたB'zさんに心から感謝です！」とコメントしている。

## プロモーション
楽曲の配信開始日である2025年1月16日の19時より、ミュージックビデオがYouTubeのB'z公式チャンネルにて公開された。ミュージックビデオは、B'zが廃墟の中で歌唱・演奏するシーンと、ドラマの世界観と融合した迫力ある戦闘シーンで構成されている。
監督は、ドラマのプロデューサーである藤井道人が務めており、ドラマに出演している桐谷や一ノ瀬ワタルが出演している。

## チャート成績・評価
2025年1月22日に発表されたオリコン週間デジタルシングル（単曲）ランキングで、自身4作目の初登場1位を獲得した。同日に発表されたBillboard Japan Download Songsでも10,579DLを売り上げて、初登場1位を獲得した。
音楽ライターの森朋之は、稲葉の歌詞について日本語の響きとグルーヴを活かしたリリックが稲葉浩志（Vo）の得意技であるのは周知の通りだが、その奔放にして独創的な言葉遣いは、ここにきてさらに加速していると評し、ブルージーなフレーズではじまり、ダイナミックなキメからワウギターを取り入れたしなやかなバンドサウンドに移り変わるアレンジも、唸りまくる歌詞の不老をしっかりと際立たせていると評した。

## 参加ミュージシャン
- 松本孝弘：ギター・作曲・編曲
- 稲葉浩志：ボーカル・作詞・編曲
- Yukihide"YT"Takiyama：編曲[13]
- 徳永暁人：ベース[14]
- 玉田豊夢：ドラム[15]